# Фоценові
Фоценові (Phocoenidae) — родина морських ссавців з ряду китоподібних (Cetacea).
Раніше включали до складу родини дельфінових.

## Загальний опис
Відрізняються від дельфінів будовою черепа і зубів, які мають не конічну, а сплощену коронку. 
Phocoenidae дрібніше справжніх дельфінів, з довжиною тіла 1,5-2,5 м і вагою близько 120 кг, з щільнішою кремезною статурою. Голови невеликі, у сучасних видів притуплені,
позбавлені дзьоба (у вимерлої Semirostrum ceruttii був добре розвинений дзьоб з нижньою щелепою що сильно виступала
). 
Спинний плавець відсутній, або невеликий, трикутної форми; дуже великий у самців Phocoena dioptrica. 
Передні плавники досить короткі, зміщені до голови.
Хвостовий плавець з виїмкою між лопатями. 
Забарвлення тіла контрастне, з чорними, білими і сірими ділянками, або однокольорове. 
Зустрічаються повні та часткові альбіноси.
Череп Phocoenidae: рострум широкий, дорівнює або дещо коротший мозкової коробки. 
Зуби численні, дрібні, числом від 30 до 60; зазвичай сплощеної форми з 2 або 3
горбкуватими коронками. 
З віком зуби можуть сточуватися або навіть випадати.

## Спосіб життя
Мешкають головним чином у шельфових водах океанів і морів Північної півкулі, а також біля узбережжя Південної Америки і Південно-Східної Азії. Phocoenidae родів Phocoena та Neophocaena воліють триматися в затоках, бухтах, фіордах, естуаріях і низов'ях річок. 
Вони порівняно повільні;
подорожують невеликими групами до 6 особин (рідко до 20). 
Phocoenoides dalli водяться у відкритому морі, зустрічаючись стадами у декілька сотень і тисяч голів; 
це швидкі і рухливі плавці, що розвивають швидкість до 55 км/год (15 м/с). 
Здатні до ехолокації; 
для комунікації використовують різноманітні клацання і свисти.
З води вистрибують дуже рідко. 
Раціон Phocoenidae складається переважно з риби, а також Cephalopoda, Bivalvia та ракоподібних. 
У пошуках їжі пірнають на глибину до 50-75 м і на строк не більше 6 хвилин. 
Народжують одного, рідко двох дитинчат, зазвичай влітку. 
Приручаються погано; в Океанаріях рідкісні.
У багатьох країнах промишляють заради м'яса, що йде в їжу і на приманку для риби.

## Таксономія та еволюція
Phocoenidae, поряд з китами та дельфінами, є нащадками копитних тварин, що живуть на суші, 
які вперше потрапили в океани приблизно 50 мільйонів років тому (Mya). 
Під час міоцену (від 23 до 5 мільйонів років) ссавці були досить сучасними, тобто вони рідко змінювались фізіологічно з того часу.
Згідно палеонтологічних досліджень, точка біфуркації Phocoenidae та дельфінів була близько 15 мільйонів років. 
Найдавніші скам’янілості відомі з мілководних морів навколо північної частини Тихого океану, звідки тварини поширилися на європейське узбережжя та південну півкулю лише набагато пізніше, під час пліоцену.

- Ряд Artiodactyla
  - Інфраряд Cetacea
    - Парворяд Odontoceti
      - Надродина Delphinoidea
        - Родина Phocoenidae 
          - Рід †Haborophocoena[3]
            - H. toyoshimai

          - Рід Neophocaena
            - Neophocaena phocaeniodes
            - Neophocaena asiaeorientalis

          - Рід †Numataphocoena[4]
            - N. yamashitai

          - Рід Phocoena
            - Phocoena phocoena
            - Phocoena sinus
            - Phocoena dioptrica
            - Phocoena spinipinnis

          - Рід Phocoenoides
            - Phocoenoides dalli

          - Рід †Septemtriocetus[5]
            - S. bosselaersii

          - Рід †Piscolithax
            - P. aenigmaticus
            - P. longirostris
            - P. boreios
            - P. tedfordi

Нещодавно виявлені гібриди між самцями phocoena phocoena та самками Phocoenoides dalli свідчать, що два види насправді можуть бути членами одного роду.
Родина представлена у фауні України видом фоцена звичайна (Phocoena phocoena).